# Молодіжна збірна Марокко з футболу
Молодіжна збірна Марокко з футболу — національна молодіжна футбольна збірна Марокко, що складається із гравців віком до 20 років. Вважається основним джерелом кадрів для підсилення складу основної збірної Марокко. Керівництво командою здійснює Королівська федерація футболу Марокко.
Команда має право участі у Молодіжному чемпіонаті Африки, у випадку успішного виступу на якому може кваліфікуватися на молодіжний чемпіонат світу до 20 років. Також може брати участь у товариських і регіональних змаганнях.

## Виступи на міжнародних турнірах

### Чемпіонат світу U-20
| Чемпіонат світу U-20 | Чемпіонат світу U-20 | Чемпіонат світу U-20 | Чемпіонат світу U-20 | Чемпіонат світу U-20 | Чемпіонат світу U-20 | Чемпіонат світу U-20 | Чемпіонат світу U-20 |                    |
| Рік                  | Результат            | І                    | В                    | Н                    | П                    | Г+                   | Г-                   |                    |
| -------------------- | -------------------- | -------------------- | -------------------- | -------------------- | -------------------- | -------------------- | -------------------- | ------------------ |
| 1977                 | груповий етап        | 3                    | 0                    | 0                    | 3                    | 0                    | 6                    |                    |
| 1979                 | не кваліфікувалася   | не кваліфікувалася   | не кваліфікувалася   | не кваліфікувалася   | не кваліфікувалася   | не кваліфікувалася   | не кваліфікувалася   | не кваліфікувалася |
| 1981                 | не кваліфікувалася   | не кваліфікувалася   | не кваліфікувалася   | не кваліфікувалася   | не кваліфікувалася   | не кваліфікувалася   | не кваліфікувалася   | не кваліфікувалася |
| 1983                 | не кваліфікувалася   | не кваліфікувалася   | не кваліфікувалася   | не кваліфікувалася   | не кваліфікувалася   | не кваліфікувалася   | не кваліфікувалася   | не кваліфікувалася |
| 1985                 | не кваліфікувалася   | не кваліфікувалася   | не кваліфікувалася   | не кваліфікувалася   | не кваліфікувалася   | не кваліфікувалася   | не кваліфікувалася   | не кваліфікувалася |
| 1987                 | не кваліфікувалася   | не кваліфікувалася   | не кваліфікувалася   | не кваліфікувалася   | не кваліфікувалася   | не кваліфікувалася   | не кваліфікувалася   | не кваліфікувалася |
| 1989                 | не кваліфікувалася   | не кваліфікувалася   | не кваліфікувалася   | не кваліфікувалася   | не кваліфікувалася   | не кваліфікувалася   | не кваліфікувалася   | не кваліфікувалася |
| 1991                 | не кваліфікувалася   | не кваліфікувалася   | не кваліфікувалася   | не кваліфікувалася   | не кваліфікувалася   | не кваліфікувалася   | не кваліфікувалася   | не кваліфікувалася |
| 1993                 | не кваліфікувалася   | не кваліфікувалася   | не кваліфікувалася   | не кваліфікувалася   | не кваліфікувалася   | не кваліфікувалася   | не кваліфікувалася   | не кваліфікувалася |
| 1995                 | не кваліфікувалася   | не кваліфікувалася   | не кваліфікувалася   | не кваліфікувалася   | не кваліфікувалася   | не кваліфікувалася   | не кваліфікувалася   | не кваліфікувалася |
| 1997                 | 1/8 фіналу           | 4                    | 1                    | 2                    | 1                    | 5                    | 4                    |                    |
| 1999                 | не кваліфікувалася   | не кваліфікувалася   | не кваліфікувалася   | не кваліфікувалася   | не кваліфікувалася   | не кваліфікувалася   | не кваліфікувалася   | не кваліфікувалася |
| 2001                 | не кваліфікувалася   | не кваліфікувалася   | не кваліфікувалася   | не кваліфікувалася   | не кваліфікувалася   | не кваліфікувалася   | не кваліфікувалася   | не кваліфікувалася |
| 2003                 | не кваліфікувалася   | не кваліфікувалася   | не кваліфікувалася   | не кваліфікувалася   | не кваліфікувалася   | не кваліфікувалася   | не кваліфікувалася   | не кваліфікувалася |
| 2005                 | четверте місце       | 7                    | 3                    | 1                    | 3                    | 11                   | 10                   |                    |
| 2007                 | не кваліфікувалася   | не кваліфікувалася   | не кваліфікувалася   | не кваліфікувалася   | не кваліфікувалася   | не кваліфікувалася   | не кваліфікувалася   | не кваліфікувалася |
| 2009                 | не кваліфікувалася   | не кваліфікувалася   | не кваліфікувалася   | не кваліфікувалася   | не кваліфікувалася   | не кваліфікувалася   | не кваліфікувалася   | не кваліфікувалася |
| 2011                 | не кваліфікувалася   | не кваліфікувалася   | не кваліфікувалася   | не кваліфікувалася   | не кваліфікувалася   | не кваліфікувалася   | не кваліфікувалася   | не кваліфікувалася |
| 2013                 | не кваліфікувалася   | не кваліфікувалася   | не кваліфікувалася   | не кваліфікувалася   | не кваліфікувалася   | не кваліфікувалася   | не кваліфікувалася   | не кваліфікувалася |
| 2015                 | не кваліфікувалася   | не кваліфікувалася   | не кваліфікувалася   | не кваліфікувалася   | не кваліфікувалася   | не кваліфікувалася   | не кваліфікувалася   | не кваліфікувалася |
| 2017                 | не кваліфікувалася   | не кваліфікувалася   | не кваліфікувалася   | не кваліфікувалася   | не кваліфікувалася   | не кваліфікувалася   | не кваліфікувалася   | не кваліфікувалася |
| 2019                 | не кваліфікувалася   | не кваліфікувалася   | не кваліфікувалася   | не кваліфікувалася   | не кваліфікувалася   | не кваліфікувалася   | не кваліфікувалася   | не кваліфікувалася |
| 2021                 | скасовано            | скасовано            | скасовано            | скасовано            | скасовано            | скасовано            | скасовано            | скасовано          |
| 2023                 | не кваліфікувалася   | не кваліфікувалася   | не кваліфікувалася   | не кваліфікувалася   | не кваліфікувалася   | не кваліфікувалася   | не кваліфікувалася   | не кваліфікувалася |
| 2025                 | квал                 | квал                 | квал                 | квал                 | квал                 | квал                 | квал                 | квал               |
| Усього               | 4-е місце            | 14                   | 4                    | 3                    | 7                    | 16                   | 20                   |                    |

### Середземноморські ігри
| Рік   | Раунд                  | Місце                  | І                      | В                      | Н                      | П                      | Г+                     | Г-                     |
| ----- | ---------------------- | ---------------------- | ---------------------- | ---------------------- | ---------------------- | ---------------------- | ---------------------- | ---------------------- |
| 1991  | бронзові медалі        | 3-є                    | 3                      | 2                      | 0                      | 1                      | 6                      | 3                      |
| 1993  | груповий етап          | 9-е                    | 2                      | 0                      | 1                      | 1                      | 0                      | 2                      |
| 1997  | відмовилися від участі | відмовилися від участі | відмовилися від участі | відмовилися від участі | відмовилися від участі | відмовилися від участі | відмовилися від участі | відмовилися від участі |
| 2001  | груповий етап          | 8-е                    | 2                      | 1                      | 0                      | 1                      | 6                      | 4                      |
| 2005  | четверте місце         | 4-е                    | 5                      | 1                      | 2                      | 2                      | 3                      | 3                      |
| 2009  | відмовилися від участі | відмовилися від участі | відмовилися від участі | відмовилися від участі | відмовилися від участі | відмовилися від участі | відмовилися від участі | відмовилися від участі |
| 2013  | золоті медалі          | 1-е                    | 5                      | 4                      | 1                      | 0                      | 12                     | 5                      |
| 2018  | бронзові медалі        | 3-є                    | 4                      | 1                      | 2                      | 1                      | 5                      | 5                      |
| 2022  | бронзові медалі        | 3rd                    | 5                      | 2                      | 1                      | 2                      | 8                      | 6                      |
| 2026  | не визначено           | не визначено           | не визначено           | не визначено           | не визначено           | не визначено           | не визначено           | не визначено           |
| 2030  | не визначено           | не визначено           | не визначено           | не визначено           | не визначено           | не визначено           | не визначено           | не визначено           |
| Разом | 1 титул                | 7/9                    | 25                     | 11                     | 7                      | 8                      | 40                     | 28                     |

### Франкофонські ігри
| Франкофонські ігри | Франкофонські ігри     | Франкофонські ігри     | Франкофонські ігри     | Франкофонські ігри     | Франкофонські ігри     | Франкофонські ігри     | Франкофонські ігри     | Франкофонські ігри     |
| Рік                | Раунд                  | Місце                  | І                      | В                      | Н                      | П                      | Г+                     | Г-                     |
| ------------------ | ---------------------- | ---------------------- | ---------------------- | ---------------------- | ---------------------- | ---------------------- | ---------------------- | ---------------------- |
| 1989               | срібні медалі          | 2-е                    | 5                      | 3                      | 1                      | 1                      | 10                     | 7                      |
| 1994               | четверте місце         | 4-е                    | 4                      | 2                      | 0                      | 2                      | 5                      | 6                      |
| 1997               | відмовилися від участі | відмовилися від участі | відмовилися від участі | відмовилися від участі | відмовилися від участі | відмовилися від участі | відмовилися від участі | відмовилися від участі |
| 2001               | золоті медалі          | 1-е                    | 6                      | 3                      | 3                      | 0                      | 12                     | 3                      |
| 2005               | груповий етап          | 9-е                    | 3                      | 1                      | 0                      | 2                      | 4                      | 4                      |
| 2009               | бронзові медалі        | 3-є                    | 4                      | 3                      | 0                      | 1                      | 6                      | 3                      |
| 2013               | срібні медалі          | 2-е                    | 4                      | 1                      | 1                      | 2                      | 4                      | 4                      |
| 2017               | золоті медалі          | 1-е                    | 5                      | 3                      | 2                      | 0                      | 13                     | 1                      |
| 2023               | відмовилися від участі | відмовилися від участі | відмовилися від участі | відмовилися від участі | відмовилися від участі | відмовилися від участі | відмовилися від участі | відмовилися від участі |
| 2027               | не визначено           | не визначено           | не визначено           | не визначено           | не визначено           | не визначено           | не визначено           | не визначено           |
| Разом              | 2 титули               | 7/9                    | 31                     | 16                     | 7                      | 8                      | 54                     | 28                     |